# ConnectedDrive
ConnectedDrive (ч. „конектид драјв”) колекција је електронских одлика за возила BMW. 
ConnectedDrive је уведен 2008. на Женевском аутосалону као веб-претраживач уграђен у информатички систем аутомобила. Додатне одлике су од тада додаване, као што је интеграција паметног телефона, синхронизација с календарима, хедсап дисплеј, систем за упозоравање у случају напуштања траке, информације о саобраћају, активна контрола вожње, ноћни вид и друге информације.

## Сигурносни пропуст 2015
Године 2015, ADAC (немачка аутомобилска асоцијација) открила је безбедносне пропусте у систему ConnectedDrive који су потенцијално омогућавали нападачима да даљински откључају возило. Да би поправио овај пропуст, BMW је издао сигурносно ажурирање које се аутоматски инсталирало преко интернета. Нема извештаја о томе да је пропуст коришћен за стицање неауторизованог приступа возилу.